# Mad Love (canção)
"Mad Love" é uma canção gravada pelo rapper jamaicano Sean Paul e o produtor musical francês David Guetta, com participação da cantora americana Becky G. Foi escrito por Emily Warren, Shakira, Rosina Russell, Ina Wroldsen, Raoul Lionel Chen, Jack Patterson e Giorgio Tuinfort, com produção dirigida por Guetta, Patterson, Tuinfort, Jason Jigzagula Henriques, Banx. & Ranx e 1º Klase. A música foi lançada pela Island Records em 16 de fevereiro de 2018, como o quarto single do EP de Paul, Mad Love the Prequel.

## Produção
A música foi revelada pela primeira vez em junho de 2017; pelo cantor e compositor Majasty Jones. Inicialmente, planejava contar com a cantora colombiana Shakira nos vocais da faixa, ao em vez de Becky G. 
Paul disse sobre a música em um comunicado de imprensa: "Estou trabalhando neste álbum há muito tempo. Foi um prazer trabalhar com David Guetta e sua equipe, pois conseguimos a produção com o som perfeito. Também foi ótimo para trabalhar com Becky G. e sua equipe. A música é cheia de energia e mal posso esperar para as pessoas ouvirem! " Guetta acrescentou que eles passaram dois anos trabalhando na música, e ele agradece que a música esteja finalmente sendo lançada. Ele se orgulha da faixa, elogiando Paul por seu "estilo único" e Becky G por seus vocais, que "apenas fazem tudo se encaixar". Becky G declarou que aprecia a oportunidade de trabalhar com "um ícone como Sean". Ela considerava "Mad Love" como uma música que "une as pessoas" e "lhe dá a energia que você precisa para se levantar e entrar na pista de dança".

## Analise da critica
Xavier Hamilton, do Vibe, escreveu que a música consegue "incorporar todos os aspectos de uma gravação pop moderna" e que possa "aumentar a popularidade intercultural de todos os artistas participantes da faixa". O Rap-Up chamou de "colaboração com sabor de ilha" e "faixa pronta para a pista de dança". Chantilly Post, do HotNewHipHop, considerou-a "uma faixa pop e amigável ao rádio", escrevendo "David fornece uma batida EDM animada que ouve Becky e Sean cantarem sobre vibração e se adaptam ao 'ritmo' de uma música".

## Faixas e formatos
| Download digital |                                            |         |  |
| N.º              | Título                                     | Duração |  |
| 1.               | "Mad Love" (com a participação de Becky G) | 3:19    |  |

## Créditos
A canção atribui os seguintes créditos:
- Sean Paul – composição, vocais;
- David Guetta – composição, produção;
- Becky G – vocais;
- Shakira – composição;
- Jack Patterson – composição, produção;
- Rosina Russell – composição;
- Giorgio Tuinfort – produção;
- Ina Wroldson – composição;
- Raoul Lionel Chen – composição;
- Jason Jigzagula Henriques – produção;
- Banx & Ranx – produção;
- 1st Klase – produção;
- Chris Athens – engenharia de masterização;
- Zacharie Raymond – baixo, vocais de apoio, bateria, programação, sintetizador;
- Yannick Rastogi – baixo, vocais de apoio, bateria, programação, sintetizador;
- Serban Ghenea – mistura.

## Desempenho nas tabelas musicais

### Tabelas musicais da semana
| Tabela musical (2018)                                  | Melhor posição |
| ------------------------------------------------------ | -------------- |
| Alemanha (Media Control Charts)                        | 10             |
| Áustria (Ö3 Austria Top 40(                            | 33             |
| Bélgica (Ultratop 50 (Flandres)                        | 27             |
| Bélgica (Ultratop 50 (Valónia)                         | 30             |
| Canadá (Canadian Hot 100)                              | 71             |
| Colômbia (National-Report)                             | 79             |
| Croácia (HRT)                                          | 48             |
| Equador (National-Report)                              | 55             |
| Escócia (Scottish Singles Chart)                       | 21             |
| Eslováquia (Singles Digitál Top 100)                   | 11             |
| Espanha (Productores de Música de España)              | 43             |
| Estados Unidos (Dance/Electronic Songs)                | 7              |
| Finlândia (Suomen virallinen lista)                    | 9              |
| França (Syndicat National de l'Édition Phonographique) | 43             |
| Grécia (IFPI Grécia)                                   | 64             |
| Guatemala (Monitor Latino)                             | 18             |
| Hungria (Single Top 40)                                | 21             |
| Irlanda (Irish Recorded Music Association              | 35             |
| Itália (FIMI)                                          | 63             |
| Letônia (LAIPA)                                        | 34             |
| México (Mexico Airplay)                                | 40             |
| Noruega (VG-lista)                                     | 20             |
| Países Baixos (Mega Single Top 100)                    | 23             |
| Países Baixos (Dutch Top 40)                           | 10             |
| Polônia (Polish Airplay Top 100)                       | 10             |
| Portugal (Associação Fonográfica Portuguesa)           | 57             |
| Reino Unido (UK Singles Chart)                         | 22             |
| República Checa (Singles Digitál Top 100)              | 30             |
| República Checa (Radio - Top 100)                      | 56             |
| Suécia (Sverigetopplistan)                             | 36             |
| Suíça (Schweizer Hitparade)                            | 36             |
| Venezuela (National-Report)                            | 48             |

| Tabela musical (2018)                       | Melhor posição |
| ------------------------------------------- | -------------- |
| Alemanha (Official German Charts)           | 62             |
| Estados Unidos (Hot Dance/Electronic Songs) | 31             |
| Países Baixos (Dutch Top 40)                | 45             |
| Países Baixos (Single Top 100)              | 85             |
| Polônia (ZPAV)                              | 45             |
| Romênia (Airplay 100)                       | 36             |

## Certificações
| Região | Certificação | Vendas/distribuição |
| --- | ------------ | ------------------- |
| Alemanha (BVMI) | Ouro         | 200,000*            |
| Brasil (Pro-Música Brasil) | Ouro         | 20,000*             |
| Espanha (PROMUSICAE) | Platina      | 40,000^             |
| França (SNEP) | Ouro         | 200,000*            |
| Itália (FIMI) | Platina      | 50,000‡             |
| Reino Unido (BPI) | Prata        | 200,000‡            |
| *vendas baseadas apenas na certificação ^distribuições baseadas apenas na certificação ‡vendas+valores de streaming baseados apenas na certificação |              |                     |